# Valle de los Pedroches
Valle de los Pedroches est une comarque d'Espagne située dans la province de Cordoue C'est la partie la plus septentrionale de la communauté autonome d'Andalousie.
Pedroche situé au centre de la comarque est le plus ancien village de la zone et lui a donné son nom.

## Géographie

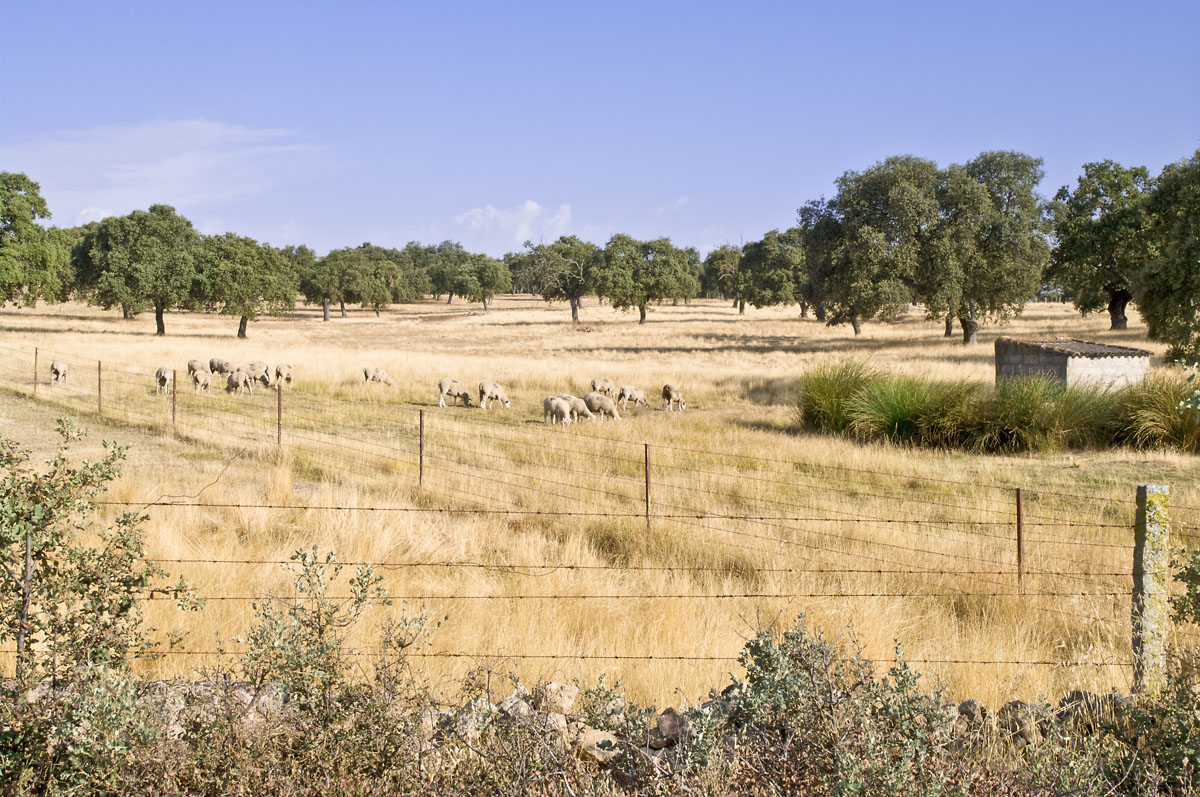
Dehesa de Valle de los Pedroches.

La comarque est située dans le nord de la province de Cordoue, limitée au nord par la province de Badajoz de la communauté autonome de l'Estrémadure et la province de Ciudad Real de la communauté autonome de Castille-La Manche.

## Communes

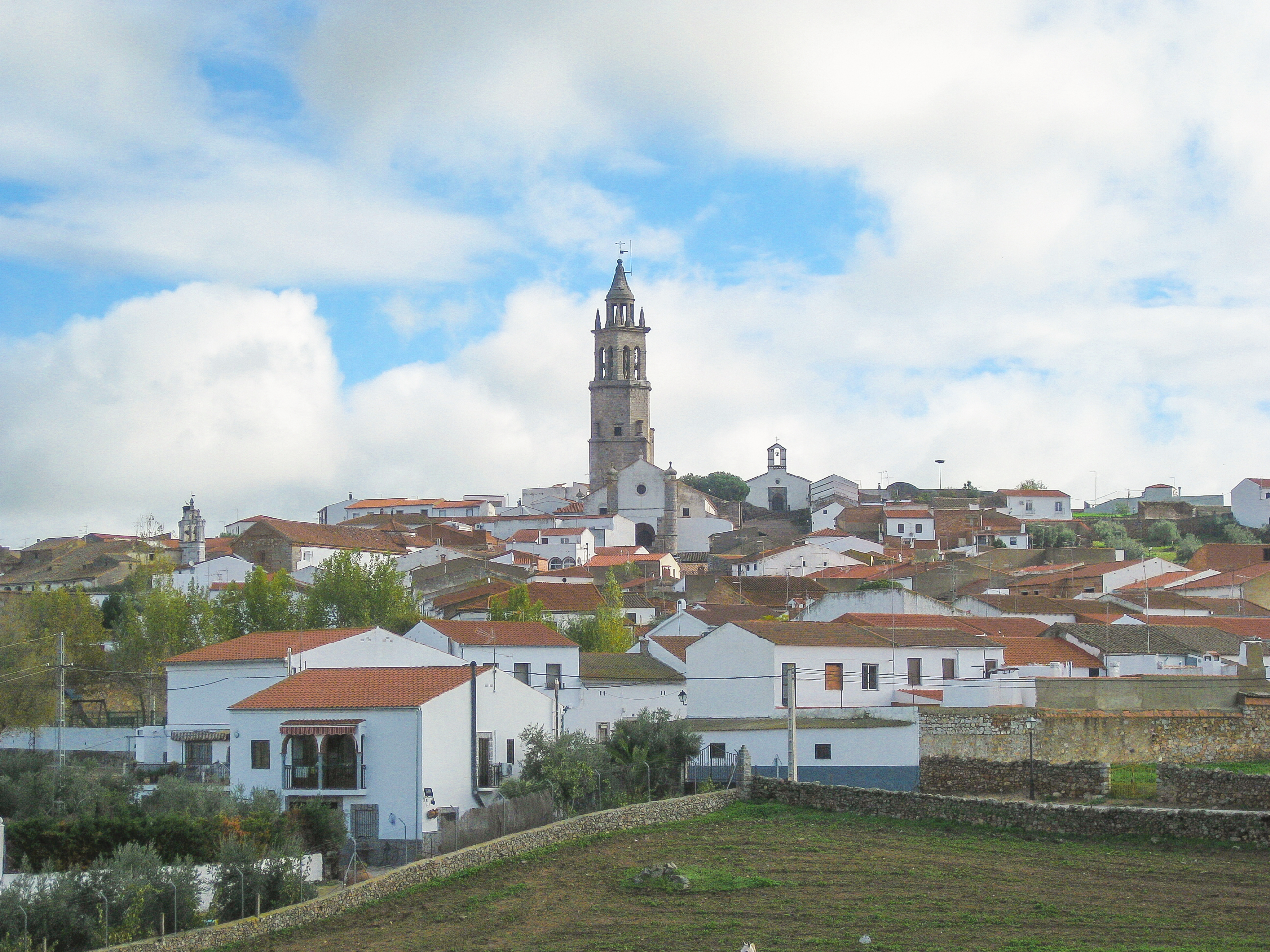
Image de Pedroche, village qui donne nom à la région.

La population totale de la région est de 55 238 habitants, selon le recensement du 1er janvier 2013.
La comarque est composée de 17 communes :
Alcaracejos (1527 hab.), Añora (1555), Belalcázar (3427) Cardeña (1606), Conquista (448), Dos Torres (2442), Fuente la Lancha (365), El Guijo (382), Hinojosa del Duque (7126), Pedroche (1636), Pozoblanco (17 491), Santa Eufemia (893), Torrecampo (1202), Villanueva del Duque (1580), Villaralto (1264), Villanueva de Córdoba (9226) et El Viso (2683).

## Économie

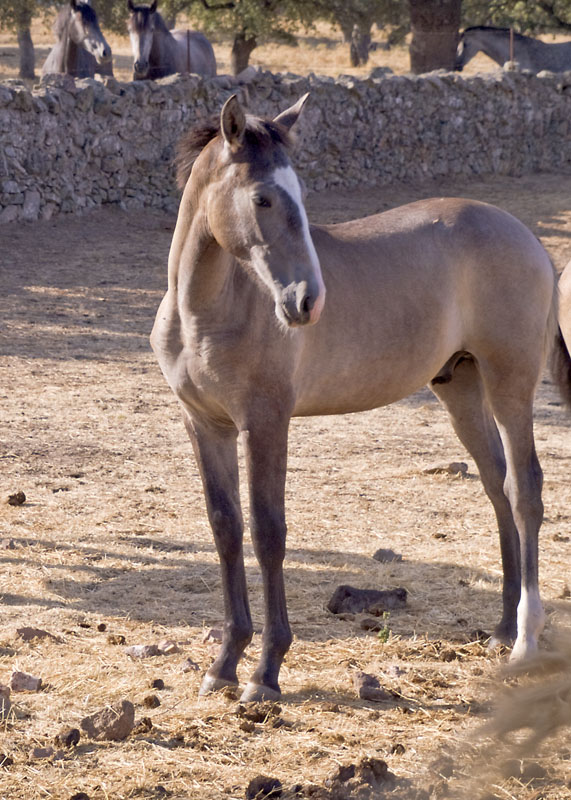
Cheval de Valle de los Pedroches.

La principale activité économique est agricole (élevage et culture céréalière).

## La ligne ferroviaire à grande vitesse Madrid - Séville (AVE)
Dans la zone orientale de la comarque sur les communes de Conquista, Cardeña et Villanueva de Córdoba, passe la ligne ferroviaire à grande vitesse Madrid - Séville, inaugurée en 1992 à l'occasion de l'Exposition universelle de Séville.
La comarque ne bénéficiait d'aucune desserte par cette ligne. De ce fait, elle n'a bénéficié d'aucun avantage économique et touristique de cette infrastructure. Cela malgré des dégâts irréversible sur l'écosystème en particulier sur le parc naturel de Cardeña et Montoro.
Grâce au mouvement associatif, la comarque a obtenu un arrêt dans la gare de Villanueva de Cordoue-Les Pedroches depuis mars 2014.

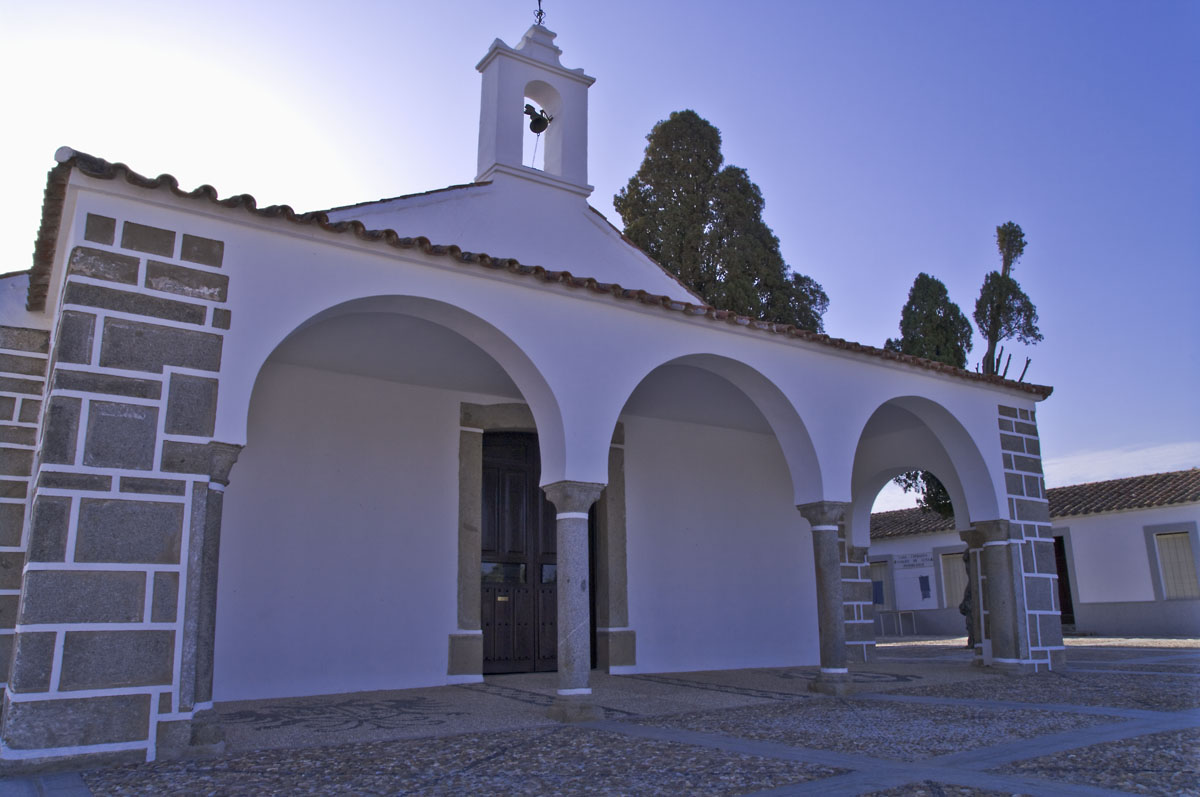
Ermita Virgen de La Luna de Los Pedroches.
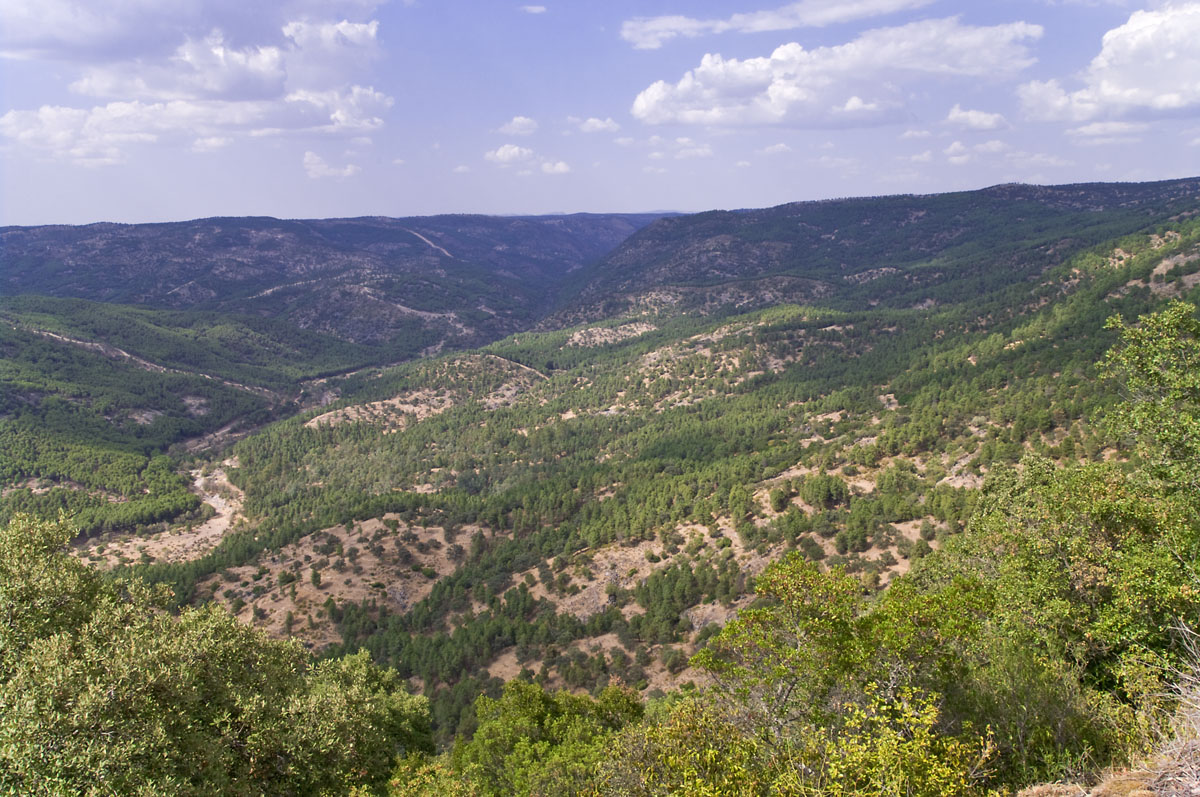
Valle del Rio Arenoso (Cardeña).
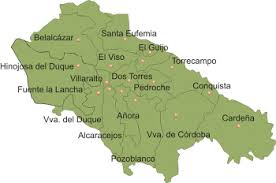
Communes de Valle de los Pedroches.
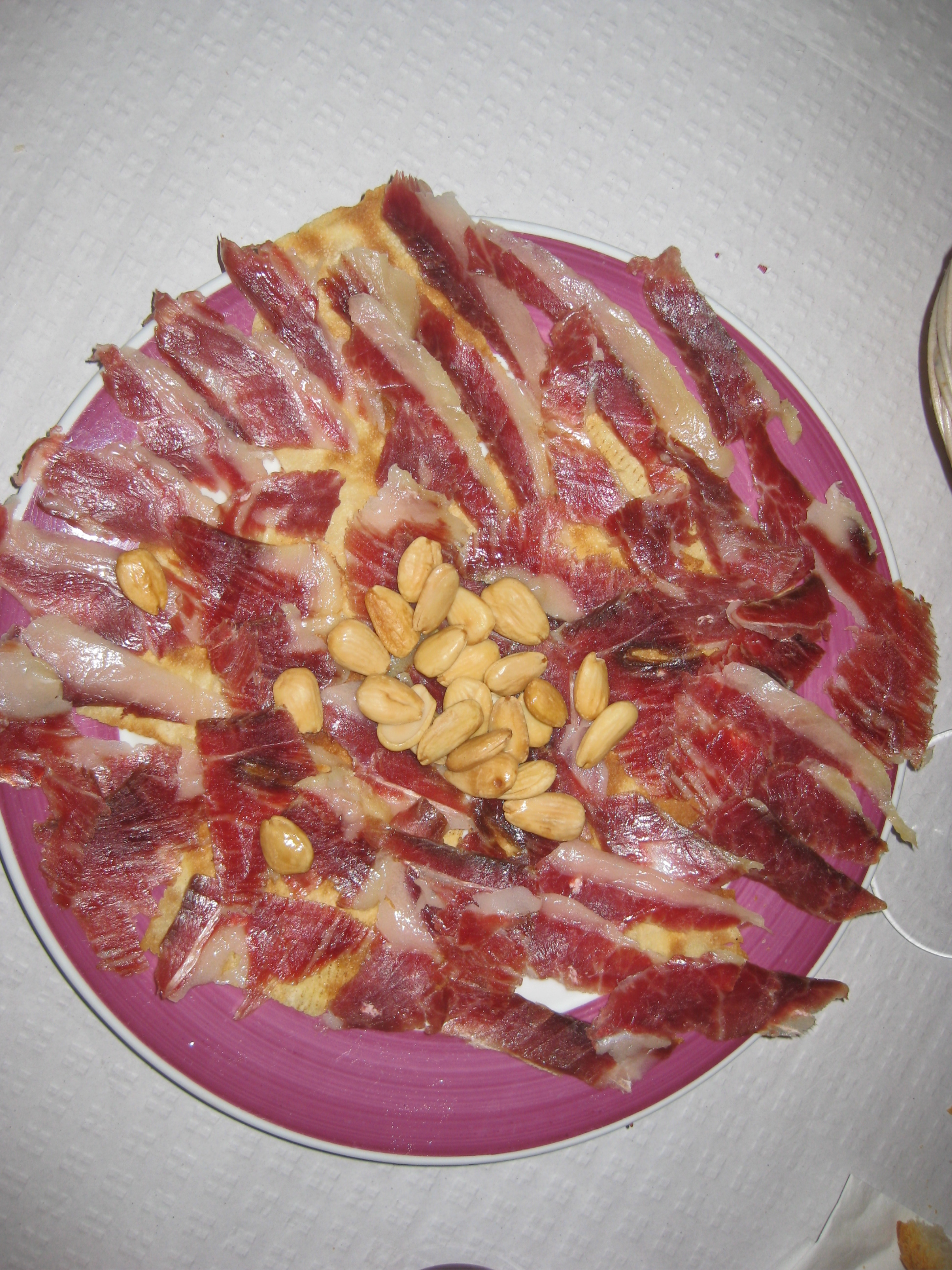
Assiette de jambon de Valle de los Pedroches. Produit phare de la gastronomie locale.
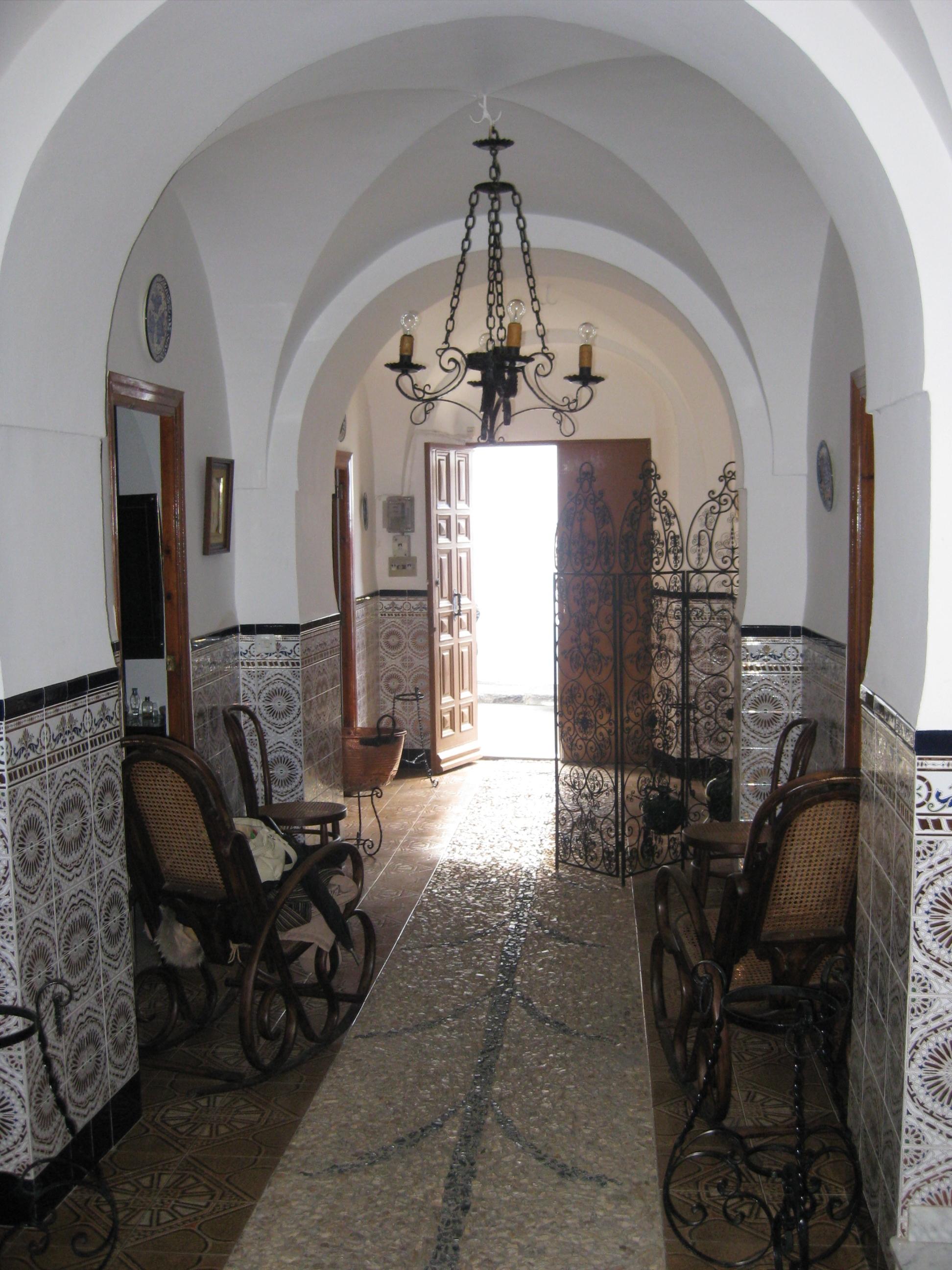
Intérieur d'une maison typique de Valle de los  Pedroches, avec le plafond voûté. (Alcaracejos, novembre 2012)
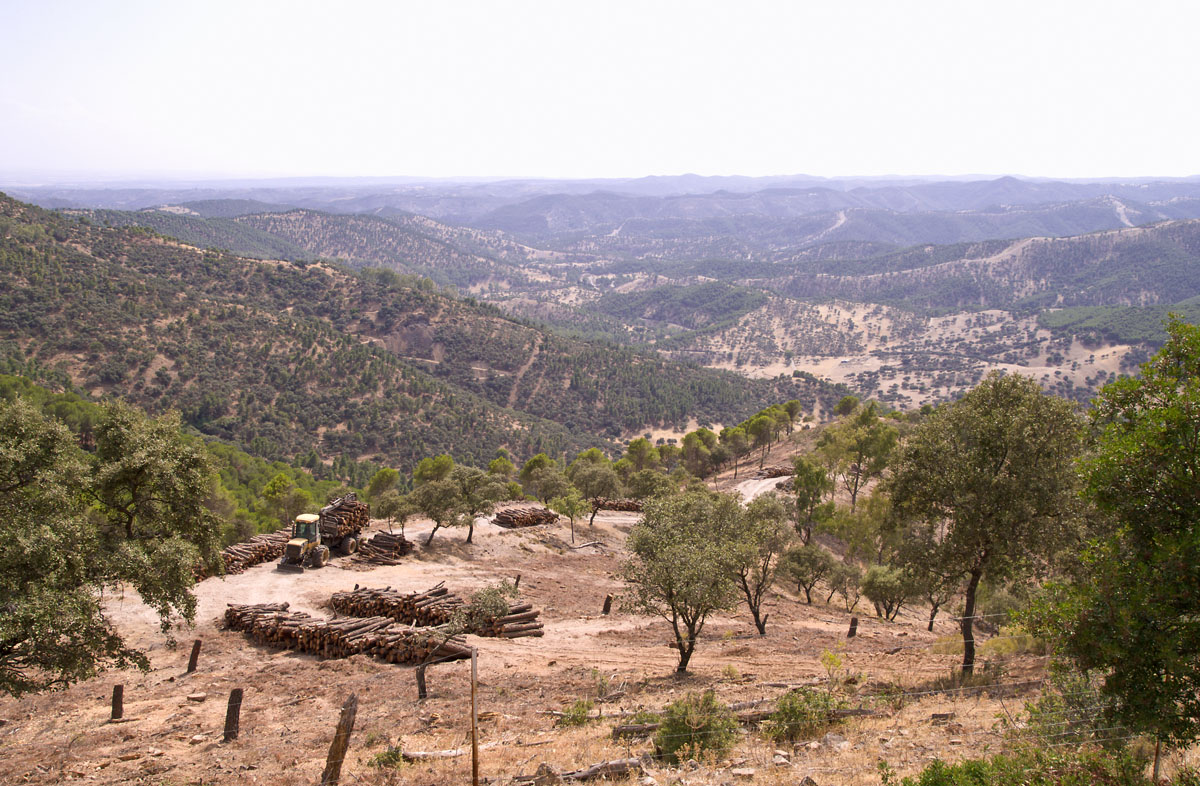
Los Muros (Cardeña)